# The Ultimate Bee Gees
| Críticas profissionais | Críticas profissionais |
| Avaliações da crítica  | Avaliações da crítica  |
| Fonte                  | Avaliação              |
| ---------------------- | ---------------------- |
| Allmusic               | [ 1 ]                  |

The Ultimate Bee Gees (O Último dos Bee Gees) é um álbum de compilação lançado para coincidir com o quinquagésimo aniversário dos Bee Gees. Embora o grupo não tenha começado a gravar até 1963 no Festival Records, na Austrália, eles passaram a se chamar os "Bee Gees" em 1963 após várias mudanças de nome, tais como "Wee Johnny Hayes and the Bluecats", "The Rattlesnakes" e "BG's". Cada disco é temático com o primeiro contendo canções mais animadas, chamado A Night In, embora a arte da capa não distingue este tema. O encarte foi escrito por Sir Tim Rice.  Isto também marca o retorno do logotipo da época dos anos setenta em um lançamento oficial dos Bee Gees, o qual foi usado pela última vez no single de 1983 dos Bee Gees, "Someone Belonging to Someone".

## Lista de músicas
Embora cada música no catálogo dos Bee Gees desde 1967 tenha sido mixada em estéreo, algumas primeiras faixas são aqui apresentadas as mixagens mono ouvidas nos lançamentos de singles originais, pela primeira vez em uma compilação de CD. (As mixagens mono foram antes lançadas em CD na caixa coletânea de 2006 Studio Albums 1967–1968.)
Todas as músicas foram compostas por Barry Gibb, Robin Gibb e Maurice Gibb, exceto onde indicado.

### Primeiro disco
| N.º | Título                                  | Lugar de origem                                                              | Duração |  |
| 1.  | "You Should Be Dancing"                 | Children of the World, 1976                                                  | 4:16    |  |
| 2.  | "Stayin' Alive"                         | Trilha sonora de Saturday Night Fever, 1977                                  | 4:43    |  |
| 3.  | "Jive Talkin'"                          | Main Course, 1975                                                            | 3:44    |  |
| 4.  | "Nights on Broadway"                    | Main Course                                                                  | 4:33    |  |
| 5.  | "Tragedy"                               | Spirits Having Flown, 1979                                                   | 5:02    |  |
| 6.  | "Night Fever"                           | Trilha sonora de Saturday Night Fever                                        | 3:32    |  |
| 7.  | "More Than a Woman"                     | Trilha sonora de Saturday Night Fever                                        | 3:17    |  |
| 8.  | "Fanny (Be Tender with My Love)"        | Main Course                                                                  | 4:04    |  |
| 9.  | "Spirits (Having Flown)"                | Spirits Having Flown                                                         | 5:11    |  |
| 10. | "If I Can't Have You"                   | Lado B ao single "Stayin' Alive", 1977                                       | 3:19    |  |
| 11. | "Boogie Child"                          | Children of the World                                                        | 4:11    |  |
| 12. | "Love You Inside Out"                   | Spirits Having Flown                                                         | 4:10    |  |
| 13. | "You Win Again"                         | E.S.P., 1987                                                                 | 4:00    |  |
| 14. | "One"                                   | One, 1989                                                                    | 4:52    |  |
| 15. | "Secret Love"                           | High Civilization, 1991                                                      | 3:32    |  |
| 16. | "Alone"                                 | Still Waters, 1997                                                           | 4:49    |  |
| 17. | "Still Waters (Run Deep)"               | Still Waters                                                                 | 4:08    |  |
| 18. | "This Is Where I Came In (canção)"      | This Is Where I Came In, 2001                                                | 4:52    |  |
| 19. | "Spicks and Specks" (Ao vivo) (B. Gibb) | Tales from the Brothers Gibb, 1990; originalmente de Spicks and Specks, 1966 | 2:25    |  |

### Segundo disco
| N.º | Título                                                            | Lugar de origem                       | Duração |  |
| 1.  | "How Deep Is Your Love"                                           | Trilha sonora de Saturday Night Fever | 4:02    |  |
| 2.  | "To Love Somebody" (B. Gibb, R. Gibb)                             | Bee Gees' 1st, 1967                   | 3:00    |  |
| 3.  | "Words" (Mixagem mono)                                            | Single não álbum, 1968                | 3:17    |  |
| 4.  | "How Can You Mend a Broken Heart"                                 | Trafalgar, 1971                       | 3:58    |  |
| 5.  | "Too Much Heaven"                                                 | Spirits Having Flown                  | 4:55    |  |
| 6.  | "Emotion" (B. Gibb, R. Gibb)                                      | Their Greatest Hits: The Record, 2001 | 3:39    |  |
| 7.  | "Lonely Days"                                                     | 2 Years On, 1970                      | 3:47    |  |
| 8.  | "Run to Me"                                                       | To Whom It May Concern, 1972          | 3:12    |  |
| 9.  | "Love So Right"                                                   | Children of the World                 | 3:37    |  |
| 10. | "For Whom the Bell Tolls" (Single edit)                           | Size Isn't Everything, 1993           | 3:58    |  |
| 11. | "I've Gotta Get a Message to You" (Mixagem mono do single)        | Idea, 1968                            | 3:03    |  |
| 12. | "New York Mining Disaster 1941" (Mixagem mono) (B. Gibb, R. Gibb) | Bee Gees' 1st                         | 2:10    |  |
| 13. | "Massachusetts" (Mixagem mono)                                    | Horizontal, 1968                      | 2:21    |  |
| 14. | "I Started a Joke"                                                | Idea                                  | 3:08    |  |
| 15. | "World" (Mixagem mono)                                            | Horizontal                            | 3:17    |  |
| 16. | "First of May" (Mixagem mono)                                     | Odessa, 1969                          | 2:50    |  |
| 17. | "Holiday" (B. Gibb, R. Gibb)                                      | Bee Gees' 1st                         | 2:55    |  |
| 18. | "Don't Forget to Remember" (B. Gibb, M. Gibb)                     | Cucumber Castle, 1970                 | 3:31    |  |
| 19. | "Islands in the Stream" (Ao vivo)                                 | One Night Only, 1998                  | 3:46    |  |
| 20. | "Heartbreaker" (Ao vivo)                                          | One Night Only                        | 1:05    |  |
| 21. | "Guilty" (Ao vivo)                                                | One Night Only                        | 2:23    |  |

## Disco de DVD bônus
The Ultimate Bee Gees [Deluxe Edition] veio com um DVD bônus contendo clipes promocionais e vídeos. Embora o clipe promocional de "Tomorrow Tomorrow" esteja incluído no DVD, a música não está incluída na coleção. Todas as faixas são gravações originais de estúdio, exceto onde indicada.
1. "Spicks and Specks" – Clipe promocional exibido na Bandstand (Austrália) – 19 de novembro de 1966
2. "New York Mining Disaster 1941"  Clipe promocional – 1967 (Versão mono do álbum)
3. "Massachusetts" – Realizado ao vivo no Top of the Pops da TV britânica – 26 de dezembro de 1967
4. "I've Gotta Get a Message to You" – Especial de TV a partir do álbum Idea – 1968 (Mixagem mono do single)
5. "Tomorrow Tomorrow" – Clipe promocional – 1969
6. "Lonely Days" – Clipe promocional – 1970 (Versão estúdio alternativo)
7. "How Can You Mend a Broken Heart" – Realizado ao vivo na Whitaker's World of Music – 6 de maio de 1971
8. "Run to Me" – Realizado ao vivo no In Session da TV norte-americana  – 1973
9. "Jive Talkin'" – Clipe promocional – 1975
10. "Night Fever" – Clipe promocional – 1977
11. "Stayin' Alive" – Clipe promocional – 1977 (Versão pouca acelerada do álbum)
12. "How Deep Is Your Love" – Clipe promocional – 1977 (Versão pouca acelerada do álbum)
13. "Too Much Heaven" – Clipe promocional – 1979
14. "For Whom the Bell Tolls" – Clipe promocional – 1993
15. "Alone" – Clipe promocional – 1997
16. "Still Waters (Run Deep)" – Clipe promocional – 1997
17. "You Win Again" – Clipe promocional – 1987
18. "One" – Clipe promocional – 1989 (Primeira versão)

## Paradas
Embora não haja quaisquer músicas inéditas incluídas nesta compilação e tem havido pouca promoção por isso, o conjunto tem traçado no Reino Unido no número 19 em sua primeira semana e nos Estados Unidos no número 116 na parada musical de "melhores álbuns" da Billboard 200.
Em maio de 2012, The Ultimate Bee Gees reentrou ao Billboard 2000 no número 49, devido a um grande aumento das vendas de álbuns dos Bee Gees após a morte de Robin Gibb.[carece de fontes?]
| Parada (2009–12)                      | Melhor posição |
| ------------------------------------- | -------------- |
| Austrália (ARIA)                      | 7              |
| Áustria (Ö3 Austria Top 40)           | 25             |
| França (SNEP)                         | 52             |
| Alemanha (Offizielle Deutsche Charts) | 32             |
| Países Baixos (Dutch Charts)          | 83             |
| Nova Zelândia (RMNZ)                  | 10             |
| Noruega (VG-lista)                    | 28             |
| Suíça (Schweizer Hitparade)           | 44             |

| Parada (2012)           | Posição |
| ----------------------- | ------- |
| Austrália (ARIA Charts) | 74      |